# أبو الحسن المهاجر
ظاهر سليم محمد الشاهري المُكنَّى بـ أبو الحسن المهاجر هو المتحدث الرسمي السابق لتنظيم الدولة الإسلامية والذي خلفه أبو حمزة القرشي، عُين متحدثًا رسميًا خلفًا لأبي محمد العدناني الذي قتل في غارة جوية للتحالف الدولي على حلب في 30 أغسطس 2016.
أبو الحسن هو مقاتل ليس من العراق ولا سوريا، كما هو واضح من كنيته «المهاجر»، وهو من جزيرة العرب، جنسيته مجهولة، حيث لم يعلن عن تنظيم الدولة الإسلامية أي معلومات عن جنسيته. بدأ مسيرته في القسم الإعلامي لتنظيم القاعدة في بلاد الرافدين، ثم تولى منصب المتحدث باسم وزارة الإعلام لدولة العراق الإسلامية المتمثلة في مؤسسة الفرقان خلفًا لأبي عطاء التميمي، وقام بالتعليق الصوتي على العديد من الإصدارات والمواد الصوتية التي تصدرها مؤسسة الفرقان وغيرها؛ وفي 5 ديسمبر 2016 أُعلان تعيينه متحدثًا رسميًا خلفًا للعدناني، ونُشِرَت له كلمة صوتية في نفس اليوم بعنوان «فَسَتَذْكُرُونَ مَا أَقُولُ لَكُم». دعا فيها الجنود للصبر ومواصلة التصدي لما أطلق عليها: «أعتى حملة صليبية على مر التاريخ». وفي 4 أبريل 2017 نُشرت له كلمة صوتية بعنوان: «فَاصْبِرْ إِنَّ وَعْدَ اللَّهِ حَقٌّ» قال فيها: «ولئن سُلبنا مدينة أو منطقة أو بلدة، فإنما هو التمحيص لجماعة المسلمين والابتلاء. ولتغزن كتائب الإيمان فارس، ولتفتحن قم وطهران، ولنغزن الروم بعدها، ولتجلجلن الآساد فتفتح لها القسطنطينة دون قتال». وفي 22 يونيو 2017 نُشرت له كلمة صوتية بعنوان «وَلَمَّا رَأَى الْمُؤْمِنُونَ الأحْزَابَ» تبنّى فيها هجمات طهران 2017 وأثنى على الهجوم؛ وكما دعا إلى شن هجمات في أوروبا وروسيا وأمريكا وأستراليا. وفي 22 إبريل 2018 نُشرت له كلمة صوتية بعنوان «فَبِهُدَاهُمُ اقْتَدِهْ»، وفي 26 سبتمبر 2018 نُشرت له كلمة صوتية قصيرة جداً بعنوان «صوَلَة المُوَحّدين على صَرح المُشركين» تبنى فيها الهجوم المسلح على العرض العسكري للحرس الثوري الإيراني في الأهواز في 22 سبتمبر 2018، وفي 18 مارس 2019 نُشرت له كلمة صوتية بعنوان «صَدَقَ اللهَ فَصَدَقَه» تحدث فيها عن معركة الباغوز آخر معقل لتنظيم الدولة الإسلامية في سوريا.

## الكلمات الصوتية
أصدرت مؤسسة الفرقان 6 كلمات صوتية لأبي الحسن المهاجر كان أولها بعنوان: «فَسَتَذْكُرُونَ مَا أَقُولُ لَكُم» في ربيع الأول 1438 هـ وأخرها بعنوان: «صَدَقَ اللهَ فَصَدَقَه» في رجب 1440 هـ.
| م | العنوان                        | التاريخ            | المدة |
| - | ------------------------------ | ------------------ | ----- |
| 1 | فَسَتَذْكُرُونَ مَا أَقُولُ لَكُم           | ربيع الأول 1438 هـ | 31:25 |
| 2 | فَاصْبِرْ إِنَّ وَعْدَ اللَّهِ حَقٌّ           | رجب 1438 هـ        | 36:29 |
| 3 | وَلَمَّا رَأَى الْمُؤْمِنُونَ الْأَحْزَاب      | رمضان 1438 هـ      | 24:42 |
| 4 | فَبِهُدَاهُمُ اقْتَدِهْ                  | شعبان 1439 هـ      | 48:57 |
| 5 | صوَلَة المُوَحّدين على صَرح المُشركين | محرم 1440 هـ       | 03:17 |
| 6 | صَدَقَ اللهَ فَصَدَقَه                 | رجب 1440 هـ        | 44:23 |

## الوفاة
قُتل أبو الحسن المهاجر ومعه أربعة آخرون في 27 أكتوبر 2019، وذلك عندما نفذت القوات الأمريكية غارة جوية في عين البيضا، بالقرب من جرابلس في شمال غرب سوريا، بالقرب من الحدود مع تركيا. وجاء ذلك بعد أقل من 24 ساعة من مقتل أبو بكر البغدادي في هجوم أمريكي على مقره في محافظة إدلب السورية.